# Cabeço de Vide
Cabeço de Vide es una freguesia portuguesa del concelho de Fronteira, con 65,70 km² de superficie y 1.133 habitantes (2001). Su densidad de población es de 17,2 hab/km².